# Yawatahama, Ehime
Yawatahama (八幡浜市 Yawatahama-shi) là một thành phố thuộc tỉnh Ehime, Nhật Bản.